# Acraea tillini
Acraea tillini är en fjärilsart som beskrevs av Gabriel 1949. Acraea tillini ingår i släktet Acraea och familjen praktfjärilar. Inga underarter finns listade i Catalogue of Life.